# 사할린 아이누
사할린 아이누(일본어: 樺太アイヌ 카라후토아이누[*], 영어: Sakhalin Ainu) 또는 레푼모시르운쿠르(아이누어: レブンモシリウンクル repunmosir-un-kur→외딴섬의 사람들)는 사할린섬 남부에 거주했던 아이누계 민족이다. 발현악기인 톤코리, 미라 제작 등 북해도의 야운쿠르, 쿠릴열도의 루루톰운쿠르와는 다른 문화와 전통을 가졌던 것으로 알려져 있다. 1945년 소련이 사할린을 점령하면서 대다수가 사할린을 떠나, 이후 북해도 각지에 산재하고 있다.
“사할린 아이누”라는 지칭과 달리 실제로는 사할린섬 전역에 거주하지 않으며, 사할린 남부에만 집중 거주했다. 이는 사할린 아이누의 선조들이 사할린의 원주민(오호츠크 문화인)을 쫓아내는 형태로 북해도에서 사할린으로 북상진출한 역사와 관련이 있다고 생각된다. 13세기부터 근대에 이르기까지 사할린섬에는 사할린 아이누와 윌타인(아이누들이 부른 이름은 "오록코"), 니브흐인(아이누들이 부른 이름은 "스메렌쿠르") 이렇게 3개 민족이 공존했다.
또한 이들은 전근대에 북해도가 타타르 해협와 접하는 서쪽 해안에도 거주했던 흔적이 있다. 요이치의 아이누는 코우노 히로미치의 연구에 따르면 근대에 이르기까지 묘비의 형태가 사할린의 레푼모시르운쿠르와 같고, 이는 양자가 동일한 문화권에 속함을 시사한다. 17세기 샤쿠샤인 시대에는 요이치・테시오・리시리・소우야에 걸쳐 하치로우에몬 등이 이끄는 아이누 집단이 있었는데(카이호 미네오는 이들을 야운쿠르의 일파인 “요이치 아이누”로 정의했다), 이것도 레푼모시르운쿠르와 관련된 집단으로 추측되고 있다.
에도시대 사람 우에바라 쿠마지로가 쓴 『에조지명고찰리정기』에는 북해도의 아이누들이 사할린을 중심으로 그 주변 섬들(레분섬・리시리섬・모네론섬)에 거주하는 사람들을 “외딴 섬의 사람”(離島のもの)이라는 뜻의 “레푼모시르운쿠르”라고 부르며 하나의 그룹으로 인식하고 있었음이 기록되어 있다.